# Câmpulung
Câmpulung (også stavet Cîmpulung, udtalt: kɨmpuˈluŋɡ, tysk: Langenau, gammelrumænsk: Dlăgopole, Длъгополе (fra mellembulgarsk)), eller Câmpulung Muscel, er en kommune i distriktet Argeș, Muntenien i Rumænien. Den ligger blandt de afsidesliggende bakker i Karpaterne, ved begyndelsen af en lang, velbevokset slugt, der gennemskæres af Râul Târgului, en biflod til Argeș. Byen har 27.574 (2021) indbyggere.
Den rene luft og den fine natur gør Câmpulung til et populært sommerferiested. I byen er der mere end tyve kirker, foruden et kloster og en katedral, som begge hævder at være grundlagt i det 13. århundrede af Radu Negru, den legendariske første Prins af Valakiet.

## Navn
"Câmpulung" betyder bogstaveligt talt "lang mark" på rumænsk, som på latin er oversat til "Longus-Campus".

## Historie
I nærheden af Câmpulung ligger resterne af en romersk lejr, der nu er kendt som Castra of Jidava (eller Jidova); og lige uden for portene rester af en romersk koloni, der på forskellig vis er identificeret med Romula, Stepenium og Ulpia Traiana, men som nu kaldes Grădiștea (som betyder fæstningssted på rumænsk) eller Jidovi.
Câmpulung var en af de tidligste bymæssige bebyggelser i Valakiet, og Transsylvanske saksiske kolonister bidrog til dens udvikling ved at bringe den tyske bykultur med sig. Det tidligste skriftlige vidnesbyrd om byens eksistens er fra 1300 og findes i Câmpulung-kirken. Indskriften er et epitafium af Laurencius de Longo Campo, den fulde tekst er Hic sepultus est comes Laurencius de Longo-Campo, pie memorie, Anno Domini MCCC ("Her er begravet grev Laurentius af Longus-Campus, i fromt minde, Anno Domini. 1300"). Laurentius var højst sandsynligt den person, der koordinerede koloniseringsprocessen.
Den første skriftlige optegnelse af gammelt rumænsk sprog dateret tilbage til 1521 (Neacșus brev) navngiver byen ved dens gammelt rumænske navn, som var slavisk, i henhold til dets rødder: Dlăgopole - Длъгополь (med samme betydning - "en lang mark").